# Влашки Дреновац
Влашки Дреновац (алб. Llashkadrenoc) је насеље у општини Клина, Косово и Метохија, Република Србија.

## Становништво
| Демографија | Демографија | Демографија |
| Година      | Становника  | Становника  |
| ----------- | ----------- | ----------- |
| 1948.       | 1.188       |             |
| 1953.       | 1.251       |             |
| 1961.       | 1.434       |             |
| 1971.       | 1.902       |             |
| 1981.       | 2.355       |             |
| 1991.       | 2.831       |             |